# Kamenmost
Kamenmost je naselje u općini Podbablje, u Splitsko-dalmatinskoj županiji. 

## Zemljopis
Naselje se nalazi sjeverno od Hršćevana.

## Stanovništvo
U 1857., 1869. i 1921. podaci su sadržani u naselju Podbablju Gornjem. Do 1910. iskazivano kao dio naselja. 
| broj stanovnika |       |       | 207   | 382   | 357   | 492   |       | 622   | 628   | 681   | 712   | 791   | 751   | 780   | 566   | 520   | 393   |
|                 | 1857. | 1869. | 1880. | 1890. | 1900. | 1910. | 1921. | 1931. | 1948. | 1953. | 1961. | 1971. | 1981. | 1991. | 2001. | 2011. | 2021. |

## Poznate osobe
- Vladislav Perić, hrv. pjesnik

## Znamenitosti
- Crkva sv. Luke
- Mlinica Markićuša
- Mlinica Patrlj